# Marques d'Arede
Felisberto Marques d'Arede mais conhecido por Marques D'Arede (Lisboa, 7 de Janeiro de 1949) é um actor português.

## Teatro
- Povoação Vende-se
- As Três Irmãs
- A Dança da Morte
- Heterofonia
- A Boda dos Pequenos Burgueses
- A Viagem
- A Castro
- Bão
- Marat
- Para onde Is
- Amadis
- Festa Medieval
- Caligula
- Touro
- Victor ou as Crianças ao Poder
- Não Fui Eu...Foram Eles
- Quero o meu Victor a Cores
- Pó de Palco
- D. João e a Máscara Desimaginação
- Casa de Boneca
- Dinis e Isabel
- O Verdadeiro Oeste
- Primavera Negra
- Arranca-me a Vida
- Schveik
- Smog
- Othello

## Cinema
- O Encontro
- As Cidades Cult. da Europa
- A Ilha do Tesouro
- Les Mendiants
- A Mala de Cartão
- Stalcker
- Châteaux du Pendu
- Chateaubrian
- Fado pour une Jeune Fille
- Association de Bienfaiteurs
- Solo de Violino
- Vertigem
- Blocus-Napoleão
- Vale Abraão
- Os Olhos da Ásia (1996)

## Televisão
- Le Triplé Gagnant, TF1 1989
- Histórias Fantásticas, RTP 1991
- Procura-se, RTP 1992
- Marina, Marina, RTP 1993
- Sozinhos em Casa, RTP 1993
- A Banqueira do Povo, RTP 1993
- Desencontros, RTP 1994
- Roseira Brava, RTP 1995 'Raúl Navarro'
- Vidas de Sal, RTP 1996-1997 'Cassiano'
- Salsa e Merengue, TV Globo 1996-1997 'Rodolfo'
- Riscos, RTP 1997
- Terra Mãe, RTP 1998, 'José Maria Carvalho'
- Uma Casa em Fanicos, RTP 1998-1999 'Pierre'
- Esquadra de Polícia, RTP 1999
- Médico de Família, SIC 1999 'Mário'
- A Lenda da Garça, RTP 1999-2000 'João Paulo Dantas'
- Capitão Roby, SIC 2000
- A Febre do Ouro Negro, RTP 2001
- Ajuste de Contas, RTP 2001
- O Fura-Vidas, SIC 2001
- Segredo de Justiça, RTP 2001
- Olhos de Água (telenovela), TVI 2001 'médico'
- Anjo Selvagem, TVI 2001-2002 'Fernando Correia Marques'
- Processo dos Távoras, RTP 2002-2003
- O Bairro da Fonte, SIC 2002
- A Minha Sogra é uma Bruxa, RTP 2002
- Lusitana Paixão, RTP 2003-2004
- Inspector Max, TVI 2004 'Artur Crespo'
- Baía das Mulheres, TVI 2004-2005 'Justino'
- Vidas Opostas, Rede Record 2006 'Teodoro de Azevedo'
- Vingança, SIC 2007 'Dr. Bento'
- Doce Fugitiva, TVI 2007 'Pai de Júlia'
- Casos da Vida (2008), TVI 2008
- A Outra, Alberto Reis TVI 2008
- Liberdade 21, RTP 2008
- Podia Acabar o Mundo, Gonçalo Álvares SIC 2008
- Sentimentos, Pedro Ribeiro TVI 2009-2010
- Um Lugar Para Viver, RTP 2009
- Pai à Força, Lúcio RTP 2010
- Perfeito Coração, Manuel Mascarenhas SIC 2010
- Dias Felizes, TVI 2010
- A Noite do Fim do Mundo, RTP 2010 'ministro'
- A Família Mata, SIC 2011 'José Luís'
- Laços de Sangue, SIC 2011
- Sedução, TVI 2011 'Dr. Fontes'
- Remédio Santo, TVI 2011 'juiz'
- Anjo Meu, TVI 2011 'Travassos'
- Dancin' Days, SIC 2012 'juiz'
- Perdidamente Florbela, RTP 2012 'sr. Lage'
- Destinos Cruzados, TVI 2013 'Edmundo'
- Sol de Inverno, SIC 2013/2014 'médico'
- Água de Mar, RTP 2014 'advogado'
- A Única Mulher, TVI 2015 'Alberto Martins'
- Mar Salgado, SIC 2015 'juiz'
- Bem-Vindos a Beirais, RTP 2015 'electricista'
- Poderosas, SIC 2015 'Dr. Andrade'
- Coração D'Ouro, SIC 2015 'médico'
- Santa Bárbara, TVI 2016 'líder partido'
- Amor Maior, SIC 2016 'juiz'
- Mulheres Assim, RTP 2016 'administrador prédio'
- Ministério do Tempo, RTP 2017 'Padre Tomás'
- Rainha das Flores, SIC 2017 'Dr. Macedo'
- Ouro Verde, TVI 2017 'juiz'
- Madre Paula, RTP 2017 'Guilherme Marques'
- Jogo Duplo, TVI 2017/2018 'Tobias'
- Excursões Air Lino, RTP 2018 'Saturnino'
- Teorias da Conspiração, RTP 2018
- Golpe de Sorte, SIC 2019 'Artur'